# Skandinavisk Aero Industri

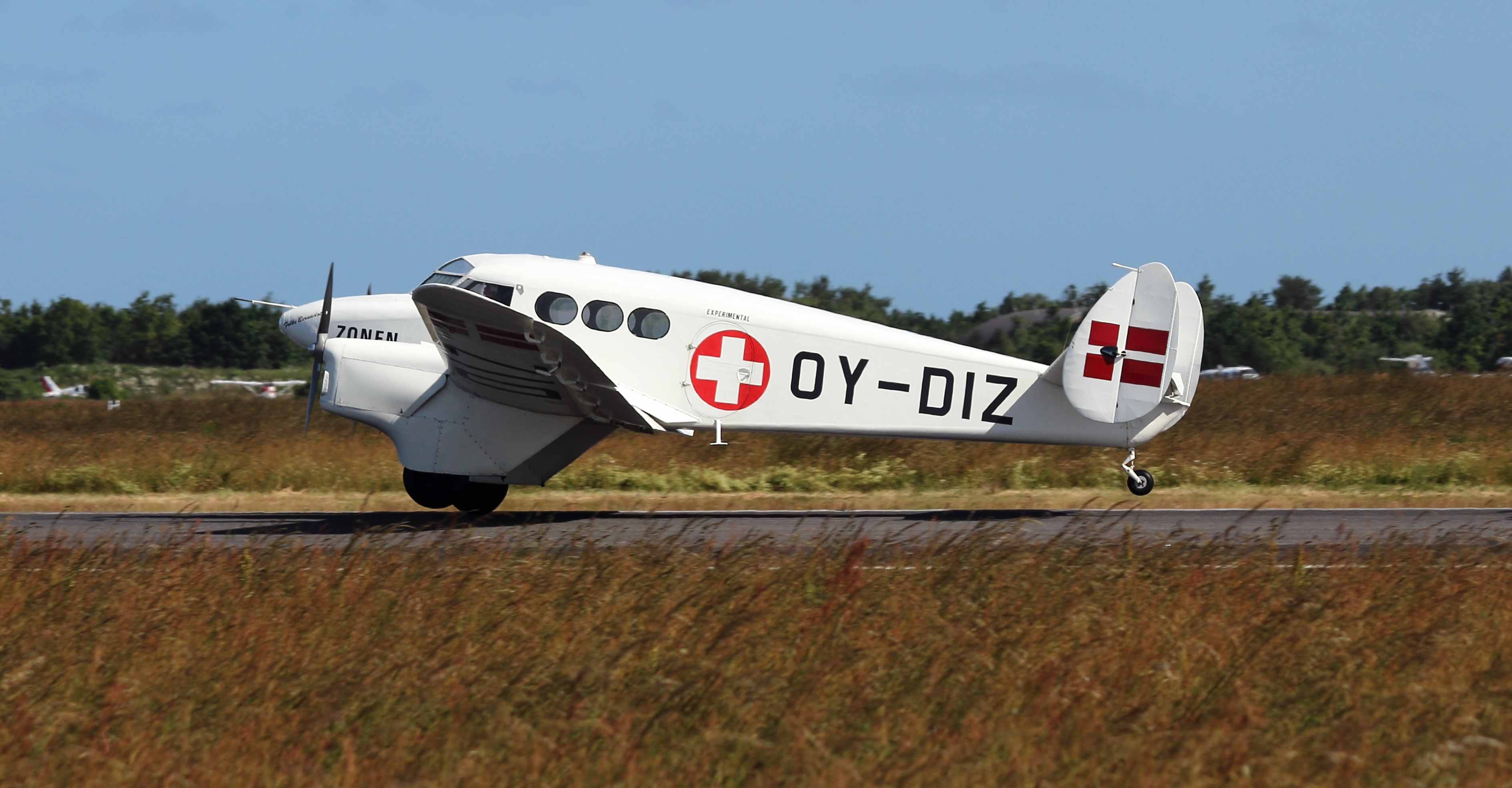
SAI KZ IV Danish Air Show 2014

Die Skandinavisk Aero Industri A/S (SAI) war ein dänischer Hersteller von Flugzeugen. Die Firma existierte von 1937 bis 1954. Der Firmensitz befand sich zunächst in Kastrup. Besitzer waren der Ingenieur Karl Gustav Zeuthen und der Konstrukteur Viggo Kramme. Die Produktion begann mit der SAI KZ-1. Die weitere Entwicklung wurde durch den Zweiten Weltkrieg behindert. 1947 wurde das junge Unternehmen durch eine Feuersbrunst auf dem Werksgelände schwer getroffen, bei der 22 bereits zur Auslieferung bereite SAI KZ VII zerstört wurden. 
Die Flugzeuge dieses Herstellers erreichten zumindest in Dänemark eine gewisse Verbreitung. Es wurden etwa 200 Stück aller Typen hergestellt. Eine Sammlung aller SAI Modelle befindet sich im Dansk Veteranflysamling in Skjern, Dänemark.

## Liste
| Typ                | Erstflug | gebaute Anzahl |
| ------------------ | -------- | -------------- |
| KZ I               | 1937     | 1              |
| KZ II Kupé         | 1937     | 14             |
| KZ II Sport        | 1938     | 16             |
| KZ II Træner       | 1946     | 15             |
| KZ III             | 1944     | 64             |
| KZ IV              | 1944     | 2              |
| KZ VII             | 1946     | 56             |
| KZ VIII            | 1949     | 1              |
| KZ IX "Ellehammer" | 1950     | 1              |
| KZ X               | 1951     | 12             |
| KZ G-I             | 1943     | 1 Prototyp     |